# Facultad de Derecho, Universidad de Delhi
La Facultad de Derecho opera a través de tres centros dentro de su campus: Centro de Derecho del Campus, Centro de Derecho-I y Centro de Derecho-II.

## Historia
La Facultad de Derecho fue fundada en 1924. El entonces Vicerrector de la Universidad de Delhi, el Dr. Hari Singh Gour, abogado, jurista y educador, fue el primer Decano de la Facultad de Derecho. La Facultad fue inicialmente albergada en el pabellón del Príncipe en los terrenos de la Antigua Logia Virreinal. Fue hasta 1963 que la facultad movió a su ubicación presente al Chhatra Marg, Universidad de Delhi, Delhi.

## Admisiones

### Admisión
La Universidad de Delhi lleva a cabo el examen de ingreso a Licenciatura de Derecho DU LLB para seleccionar a los aspirantes al programa de Licenciatura en Derecho. Para admisión en el programa de la Maestría en Derecho ofrecido por el equipo universitario, los candidatos deben presentarse para el examen de ingreso DU LLM. Cada año, los exámenes de admisión se realizan en junio.
- Datos: Q97666504